# Ballstraße 27 (Quedlinburg)

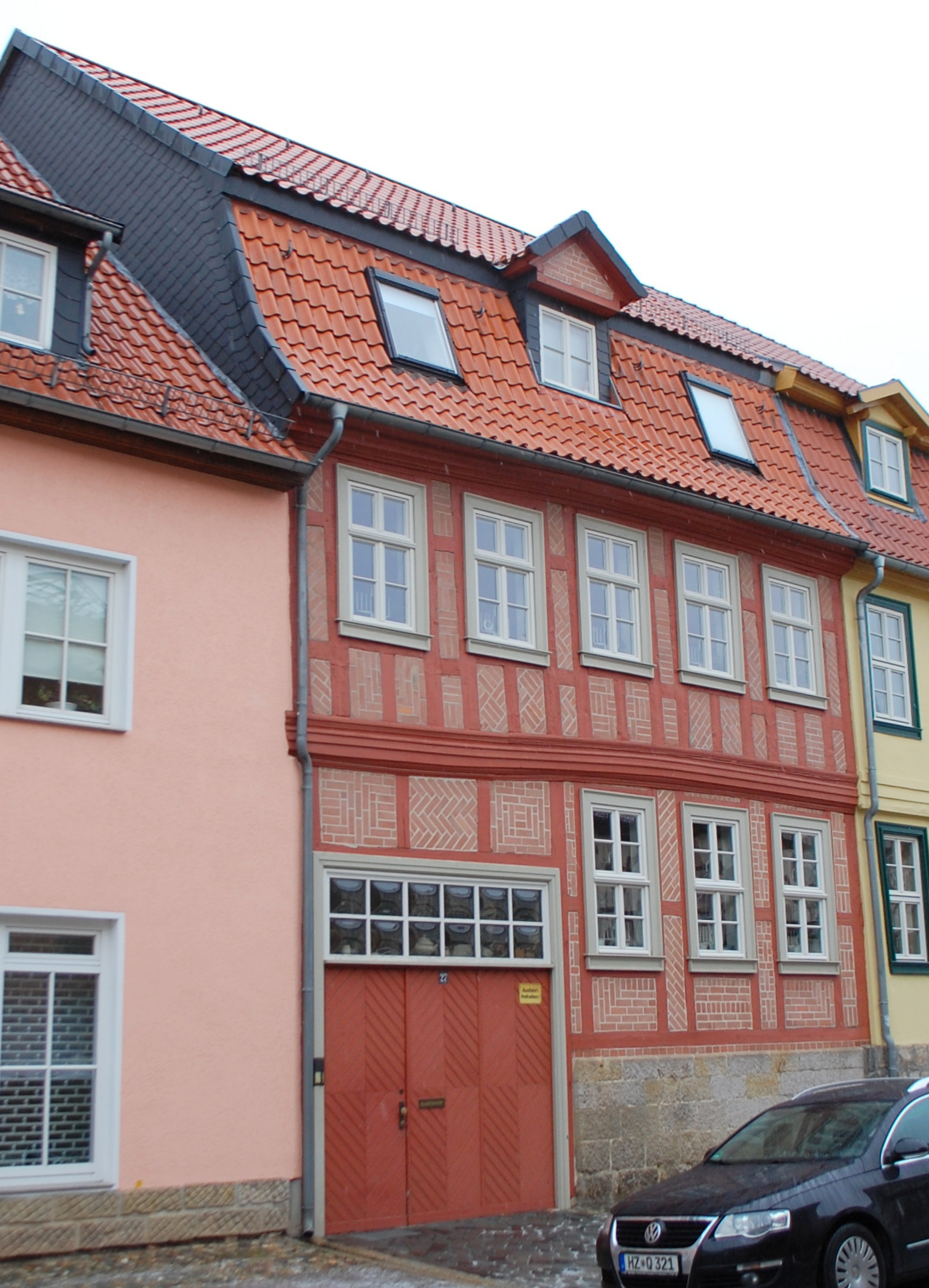
Ballstraße 27

Das Haus Ballstraße 27 ist ein denkmalgeschütztes Gebäude in der Stadt Quedlinburg in Sachsen-Anhalt.

## Lage
Es befindet sich im östlichen Teil der historischen Quedlinburger Neustadt und gehört zum UNESCO-Weltkulturerbe. Südlich grenzt das gleichfalls denkmalgeschützte Haus Ballstraße 28 an.

## Architektur und Geschichte
Das Fachwerkhaus entstand etwa um 1700. Im Quedlinburger Denkmalverzeichnis ist das Haus als Wohnhaus eingetragen. Vermutlich bildete das Gebäude ursprünglich mit dem Nachbarhaus Ballstraße 28 eine Einheit. Die Gefache des Fachwerks sind mit Zierausmauerungen versehen. Das Fachwerk verfügt über einen Ständerrhythmus und Brüstungsständer.
Ende des 20. Jahrhunderts wurde das Haus saniert und dabei Veränderungen an Fenstern und Tor vorgenommen. Die Fenster wurden später in denkmalgerechterer Weise wiederum erneuert.